# Arthur Seyss Inquart
Arthur Seyss-Inquart (Stannern kraj Jihlave, 22. srpnja 1892. – Nürnberg, 16. listopada 1946.) bio je istaknuti nacist, moćnik u Poljskoj, Austriji, Njemačkoj i Nizozemskoj.
Rodio se u Moravskoj, tadašnjem dijelu Austro-Ugarske kao Arthur Seyß. Dvojno prezimeime Seyss-Inquart preuzeo je 1906. godine po imenu praujaka, Heinricha Rittera von Inquarta.
Postoje tvrdnje da se njegova obitelj zvala Zajtich. Isto nije dokazano primarnim izvorima i ne spominje se u literaturi na njemačkom jeziku.
Studirao je pravo, a 1917. je diplomirao. Borio se u Prvom svjetskom ratu.
Više puta je odlikovan za hrabrost.
Nacistima je pristupio 1931., a 1934. se povukao. Dvije godine poslije je obnovio članstvo.
Pridružio se austrijskim nacistima.
Tijekom Anschlussa je bio austrijski premijer.
Obavljao je niz dužnosti u Hitlerovoj vladi. Na mjestu ministra vanjskih poslova naslijedio je Joachima von Ribbentropa.
1946. je uhićen, osuđen na smrt i obješen u 54. godini. Zadnje riječi su mu bile: "Nadam se da je ovo pogubljenje zadnji čin Drugog svjetskog rata i da je svijet izvukao pouku da mir i razumijevanje trebaju vladati među ljudima. Ja vjerujem u Njemačku."